# 東京理科大学大学院理学研究科・理学部第一部・理学部第二部
東京理科大学大学院理学研究科（とうきょうりかだいがくだいがくいんりがくけんきゅうか、英称: Graduate School of Science）は、東京理科大学に設置される大学院研究科の一つである。また、東京理科大学理学部第一部（とうきょうりかだいがくりがくぶだいいちぶ、英称: Faculty of Science Division I）、東京理科大学理学部第二部（とうきょうりかだいがくりがくぶだいにぶ、英称: Faculty of Science Division II）はそれぞれ、同大学に設置される学部の一つである。

## 概要
東京理科大学は1881年（明治14年）に東京物理学講習所（後の東京物理学校）を主な前身に設立され、その流れを汲むのが本研究科・学部である。また、理学部第一部は昼間制であるが理学部第二部は夜間制で、これは国内で唯一の夜間理学部である。
数学科では、教員志向の学生の要望に応える教員養成カリキュラムを提供している。数学関連の幅広い科目をはじめ、最近では、急成長を遂げるIT業界に対応して、IT関係の専門科目を用意して、さらなる教育内容の充実を図っている。
物理学科では、宇宙や地球（大気）、物性（物質）、原子核、および物理教育と、様々な物理学の領域を学び、理論、実験の両面から活発な研究を行っていく。
化学科では、人間生活の中で有用なものを創り出し、住みやすい社会・自然環境の構築を目指して化学の幅広い基礎学力の養成と、その境界領域の基礎も学べるカリキュラムを用意している。
応用数学科では、理論と応用の両面を重視し、実社会の幅広い分野に数学を応用すること、それに必要な対象を分析・理解し、抽出した問題を解決する数理的な能力を身に着けることを目指している。
応用物理学科では、物理学を応用する方法をめざし、物質のミクロな性質を根本的に探究する「量子物理系」、数学的なモデル構築によって複雑な現象を解析する「数理・統計物理系」、実際に新デバイス創成を目指す「先端デバイス系」という3系統のアプローチで教育・研究を行っていく。
応用化学科では、有機化学、無機化学、物理化学の3分野に分かれて教育・研究を行い、基礎化学の理解を応用研究に発展させ、バイオ、医薬、環境、エネルギーなどの各分野で役立つ幅広い応用化学を学んでいく。
理学部第二部は、昼間に開講される一般的な理学部と同じく、数学、物理学、化学を基礎から最先端まで学ぶことができる夜間学部として設置している。理学部第一部と違うのは、授業が主に夜間に行われることだけである。入学者は、高校を卒業して現役で、あるいは浪人して入学してくる学生、公務員や会社員、会社の社長、医師、すでに定年を迎えてから新たな人生のテーマとして物理学を勉強しにやってくる人たちなどが在籍している。
第一部・第二部とも理数系の教員養成に強みを持っている。
葛飾キャンパスの応用物理学科を除き、キャンパスは東京都新宿区の東京理科大学神楽坂キャンパス。

## 沿革

### 年表
（主要部の出典は大学公式ホームページ。）
- 1881年（明治14年）6月 - 「東京物理学講習所」設立広告を『郵便報知新聞』へ掲載
- 1883年（明治16年）9月 - 「東京物理学校」と改称し、創立者の一人寺尾寿が初代校長に就任。
- 1917年（大正6年）3月 - 昼間部を置き、第一部（昼間部）と第二部（夜間部）の二部制となる。
- 1949年（昭和24年）4月 - 学制改革により東京理科大学が開学し、理学部第一部（数学科・物理学科・化学科）と理学部第二部（数学科・物理学科・化学科）を設置。
- 1958年（昭和33年）4月 - 神楽坂校舎に大学院理学研究科（数学専攻・物理学専攻・化学専攻）修士課程を設置。
- 1959年（昭和34年）4月 - 理学部第一部応用化学科増設。
- 1960年（昭和35年）4月 - 理学部第一部応用物理学科増設。
- 1961年（昭和36年）4月 - 理学部第一部応用数学科増設、大学院理学研究科（数学専攻・物理学専攻・化学専攻）博士後期課程を設置。
- 2002年（平成14年）4月 - 理学部第一部応用数学科を数理情報科学科に改称。
- 2009年（平成21年）4月 - 大学院理学研究科数理情報科学専攻・応用物理学専攻博士課程増設。
- 2011年（平成23年）4月 - 大学院理学研究科化学専攻修士課程廃止。
- 2012年（平成24年）3月 - 大学院理学研究科化学専攻博士後期課程及び同研究科理数教育専攻修士課程廃止。
- 2017年（平成29年）4月 - 大学院理学研究科化学専攻・科学教育専攻、理学部第一部数理情報科学科を応用数学科に改称。
- 2023年（令和5年）4月 - 理学部第一部応用物理学科を先進工学部物理工学科として改組。

## 教育と研究

### 組織

#### 理学部第一部
- 数学科（S科）
  - 代数学系、幾何学系、解析学系、確率論・統計学系、数学教育系
- 物理学科（B科）
  - 地球・宇宙系、原子核・素粒子系、物理教育・生物系、物質系
- 化学科（K科）
  - 有機化学系、無機化学系、物理化学系、化学教育系
- 応用数学科（OS科）
  - 統計科学系、計算数学系、情報数理系
- 応用物理学科（OB科）
  - 量子物理系、数理・統計物理系、先端デバイス物理系
- 応用化学科（OK科）
  - 有機化学系、無機化学系、物理化学系

#### 理学部第二部
- 数学科（2S科）
- 物理学科（2B科）
- 化学科（2K科）

#### 理学研究科
- 数学専攻
- 物理学専攻
- 化学専攻
- 応用数学専攻
- 応用物理学専攻
- 科学教育専攻

## 理学部長第一部長
- 加藤圭一

## 著名な出身者

### 政官界
- 坂口岳洋（元衆議院議員、1994物理）
- 錦織孝一（茨城県鹿嶋市長、1969理）
- 松戸徹（千葉県船橋市長、1978物理）
- 鈴木隆雄（元科学警察研究所副所長、1961物理）

### 産業
- 市川憲和（株式会社デジタル・インフォメーション・テクノロジー創業者・名誉会長、1968理）
- 井上雅博（ヤフー株式会社創業者・元社長、1979数学）
- 片岡達也（コンコルディア・フィナンシャルグループ代表取締役社長、横浜銀行代表取締役頭取、1990理）
- 渋谷悠佑（株式会社Spotech創業者、取締役COO、Arithmetic AP Co.,Ltd元President Asia Pacific、2014理）
- 鈴木史朗（株式会社ネットプロテクションズホールディングス共同創業者、取締役CTO、1994理）
- 常盤文克（花王元会長、1957理）
- 森戸祐幸（株式会社モリテックス創業者、元代表取締役会長、1964応化）
- 正垣泰彦（サイゼリヤ創業者・代表取締役会長、1964物理）
- 浅野嘉久（米国財団法人野口医学研究所創立者、1964化学）
- 穂川稔（キョーリン製薬ホールディングス株式会社代表取締役社長 兼 杏林製薬株式会社代表取締役社長、1976応化）
- 熊谷俊行（株式会社京葉銀行頭取、第二地方銀行協会会長、応数）

### 学術

#### 数学・情報学・統計学
- 秋山仁（グラフ理論、東京理科大学特任副学長・理数教育研究センター長・東京理科大学近代科学資料館館長・理学部教授、東海大学名誉教授、1969応数82論博）
- 日高一義（情報学、東京工業大学環境・社会理工学院教授、1982応物）
- 清水邦夫（統計学、慶應義塾大学理工学部数理科学科教授、1972応数74理修）
- 若山正人（代数学、九州大学副学長・理事 兼九州大学稲盛フロンティア研究センターセンター長、1978理）
- 青嶋誠（数理統計学、筑波大学数理物質系教授、1986応数92数学博）
- 成島康史（数理学、横浜国立大学大学院国際社会科学研究院准教授、2002応数04数学修07数学博）
- 岩崎学（統計学、横浜市立大学国際総合科学群教授・データサイエンス推進センター長、1975応数77数学修）
- 佐藤修一（応用数学、鶴岡工業高等専門学校教授、1970理修）
- 佐藤健一（数学史、東京理科大学非常勤講師、日本数学史学会会長、1962数学）

#### 物理学
- 小林駿介（応用物理学、山口東京理科大学名誉教授、東京農工大学名誉教授、元国際液晶学会副会長、元日本液晶学会会長、日本学士院賞、1955理）
- 藤井武則（物性物理学、東京大学低温センター助教、1996応物98応物修01応物博）
- 大志万直人（地球物理学、京都大学名誉教授、元京都大学防災研究所所長、元国立大学附置研究所・センター長会議会長、1978物理）
- 國友浩（超弦理論、京都大学基礎物理学研究所物理学基礎研究部門准教授、1984物理）
- 酒井忠勝（素粒子物理学、名古屋大学大学院理学研究科素粒子宇宙物理学専攻准教授、1994物理）
- 原田仁平（物性物理学、名古屋大学名誉教授、元リガクX線研究所所長、元日本結晶学会会長、1953物理）
- 野村健太郎（物性物理学、東北大学金属材料学研究所金属物性論研究部門准教授、1998応物）
- 西野吉則（ナノテクノロジー、北海道大学電子科学研究所光科学研究部門コヒーレント光研究分野教授、1991物理）
- 大野かおる（ナノテクノロジー、横浜国立大学大学院工学研究院教授、1979物理）
- 西森拓（物性物理学、広島大学大学院理学研究科数理計算理学講座教授、シュレディンガー音頭考案者、1984理）
- 神沼克伊（地球物理学、国立極地研究所名誉教授・総合研究大学院大学名誉教授、1997理）
- 桜井淳（物理学者、批評家、1976理修83理論博）
- 山越富夫（量子物理学、東京大学生産技術研究所顧問研究員、元同特任教授、1970物理79理博）

#### 化学
- 大村智（天然物化学、2015年ノーベル生理学・医学賞受賞者、東京理科大学特別栄誉博士、北里大学特別栄誉教授、1963化学修70理論博）
- 土谷敏雄（化学工学、東京理科大学名誉教授、山口東京理科大学学長、1962理77理博）
- 椎名勇（有機化学、東京理科大学理学部応用化学科教授、1990理92理修）
- 工藤昭彦（触媒化学、東京理科大学理学部応用化学科教授、1983化学）
- 平田岳史（宇宙地球化学、東京大学大学院理学系研究科教授、元京都大学大学院理学研究科教授、元日本地球化学会副会長、1985化学）
- 長谷川宗良（物理化学、東京大学大学院総合文化研究科広域科学専攻准教授、1992化学）
- 山野井慶徳（物質化学、東京大学大学院理学系研究科化学専攻准教授、1993化学）
- 石谷暖郎（有機化学、東京大学大学院理学系研究科・理学部特任准教授、1993応化98理博）
- 中村正治（有機化学、京都大学化学研究所元素科学国際研究センター長、元ハーバード大学客員教授、1991応化）
- 奥居徳昌（高分子化学、東京工業大学名誉教授、1968応化）
- 脇原將孝（電気化学、東京工業大学名誉教授、1966化学）
- 原亨和（触媒化学、東京工業大学物質理工学院超機能物質講座教授、フロンティア材料研究所融合機能応用領域教授、1986化学）
- 前田和彦（触媒化学、東京工業大学理学院准教授、2003応化）
- 中村一隆（物理化学、東京工業大学フロンティア材料研究所准教授、1984物理）
- 野村淳子（触媒化学、東京工業大学科学技術創成研究院化学生命科学研究所准教授、1986化学）
- 小江誠司（エネルギー化学、九州大学大学院工学研究院応用化学部門教授、九州大学カーボンニュートラル・エネルギー国際研究所教授、九州大学小分子エネルギーセンターセンター長、1991応化93化学修）
- 七分勇勝（環境化学、北海道大学大学院地球環境科学研究院環境物質科学専攻准教授、2001物理03物理修）
- 大澤敏（高分子化学、金沢工業大学学長、1987化学91理博）
- 大川和宏（電気化学、アブドラ王立科学技術大学教授、1983物理）

#### 生物学・医学・歯学
- 小原一男（生理学、元札幌医科大学医学部助手、元シンシナティ大学医学部助手、元静岡県立大学薬学部講師、1975化学77理修）
- 中里勝芳（生物物理学、日本大学文理学部物理生命システム科学科教授、1978応化92理論博）
- 山本幹男（放射線医学、国際生命情報科学会理事長、国際総合研究機構理事長、理）
- 小島保彦（ウイルス学者、インターフェロン発見者、化学）
- 廣瀬英晴（歯科材料学、日本大学歯学部歯学科准教授、1975応化77理修）

#### 天文学・気象学
- 石原安野（ニュートリノ天文学、千葉大学グローバル・プロミネント研究基幹教授、戸塚洋二賞受賞、猿橋賞受賞、1998二物）
- 古川武彦（気象学、1968物理）
- 佐藤毅彦（惑星科学、JAXA宇宙科学研究所教授、北海道大学大学院理学院客員教授、1984物理92理博）

#### 人文社会学
- 今尾康裕（言語学、大阪大学大学院言語文化研究科准教授、1995化学）
- 八巻秀（臨床心理士、駒澤大学文学部教授、理）
- 浅川嘉富（先史文明、1965理）
- 村川浩平（政治史、歴史情報学研究所所長、1992応数）

### 教育
- 塚本桓世（東京理科大学理学部応用物理学科教授、東京理科大学6代理事長、旭日中綬章受章、1965応物）
- 國岡昭夫（青山学院大学学長、学校法人大東文化学園理事長、日本私立学校振興・共済事業団理事長、1954物理）
- 殿前康雄（翔凜中学校・高等学校理事長代行、1966物理）
- 髙橋敏夫（拓殖大学商学部教授・元学長、1967物理）
- 澤田利夫（東京理科大学総合教育機構理数教育研究センター客員教授、1969数学修）
- 大多喜重明（神戸市立工業高等専門学校教授、理博）
- 佐藤光史（工学院大学元学長、関東工学教育協会元副会長、1977化学）
- 後藤道夫（サイエンスプロデューサー、物理）
- 桑崎剛（教育ICTスペシャリスト、1981数学）
- 加々美勝久（お茶の水女子大学理系女性教育開発共同機構准教授、1985数学修）
- 工藤勇一（横浜創英中学・高等学校校長、応数）
- 七田厚（七田式教育の教育者、株式会社しちだ・教育研究所代表取締役社長、七田式主宰、数学）
- 神永正博（東北学院大学工学部電気情報工学科教授、1991数学）
- チャーリー西村（サイエンスエンターテイナー＜米村でんじろうサイエンスプロダクション所属＞、株式会社サイエンスエンタテイメント代表取締役、2003二化）
- 佐々木淳（下関市立大学教養教職機構准教授、元海上自衛隊数学教官、元代々木ゼミナール講師、2004数学）

### 作家・文学
- 石崎幸二（推理作家、理）
- 伊野隆之（小説家、化学）
- 柏枝真郷（ライトノベル作家、化学）
- 桜坂洋（ライトノベル作家、二物）
- 矢島祐利（科学史家、1969理博）
- 帯金充利（文筆家、1980数学）
- 塩野米松（作家、応化）
- 俵家宗弖一（漫画原作者、小説家、理修）
- 高井信（SF作家、応物）
- 佐藤健太郎（サイエンスライター、元東京大学大学院理学系研究科広報担当特任助教、応化）
- 雨倉孝之（海軍史家、理）

### 芸術・音楽
- 岡安伸治（劇作家、1972物理）
- 真鍋大度（メディアアーティスト、ライゾマティクス取締役、慶應義塾大学環境情報学部特別招聘教授、数学）
- 加茂フミヨシ（ギタリスト/Largest Online Guitar Lessonギネス世界記録保持者、応数）
- 鬼武みゆき（作曲家、編曲家、ピアニスト、数学）

### 芸能・マスコミ
- ムロツヨシ（俳優、2005数学中退）
- 桂歌助（落語家、数学）
- 田島亨祐（ミュージカル俳優、劇団四季所属、理）
- 冠仁（俳優、応数）
- 楠田枝里子（エッセイスト、タレント、元日本テレビアナウンサー、1974応化）
- 松嵜麗（声優、2006二数中退）
- 田中永真（お笑い芸人、まんじゅう大帝国、二数中退）
- 森本健成（元NHKアナウンサー、物理）
- 水上明子（元仙台放送アナウンサー、2003二物）
- ゴスケ（お笑い芸人、数理情報）

### その他
- 村山暁洋（総合格闘家、物理）
- 福田将吾（バスケットボール指導者、横浜ビー・コルセアーズヘッドコーチ、数学）
- 馬場錬成（科学ジャーナリスト、理）
- 三宅俊彦（鉄道研究家、理）
- 宮島理（評論家、物理）
- 横地光明（元陸上自衛隊陸将、1949化学）
- 田中煕巳（平和運動家、日本原水爆被害者団体協議会事務局長、1960物理）